# Гатка (річка)
Га́тка — річка в Польщі та Україні, у межах Яворівського району Львівської області. Права притока Шкла (басейн Вісли).

## Опис
Довжина 11 км (в межах України — 3,5 км), площа басейну 39,9 км² (в межах України — 19,1 км²). Річище слабозвивисте, заплава порівняно вузька.

## Розташування
Гатка бере початок у лісовому масиві на північ від села Вєлькє Очи (Польща). Тече в межах Терногородського плато на південний схід, у пониззі — на південний захід. Впадає до Шкла на північ від смт Краковець. 
Над річкою розташоване село Свидниця (в межах України).